# ثوم عباسي
ثوم عباسي (الاسم العلمي: Allium abbasii) هو نوع من النباتات يتبع جنس الثوم من فصيلة النرجسية. سمي هذا النوع نسبةً إلى عالم النبات الإيراني مهرداد عباسي.